# Episodi di All Saints (prima stagione)
La prima stagione della serie televisiva All Saints è stata trasmessa in anteprima in Australia da Seven Network tra il 24 febbraio 1998 e il 17 novembre 1998.
| nº | Titolo originale          | Titolo italiano | Prima TV Australia | Prima TV Italia |
| -- | ------------------------- | --------------- | ------------------ | --------------- |
| 1  | Body and Soul             |                 | 24 febbraio 1998   |                 |
| 2  | Everybody's Human         |                 | 24 febbraio 1998   |                 |
| 3  | Gut Feeling               |                 | 3 marzo 1998       |                 |
| 4  | A Question of Strength    |                 | 10 marzo 1998      |                 |
| 5  | Night Shift               |                 | 17 marzo 1998      |                 |
| 6  | Give and Take             |                 | 24 marzo 1998      |                 |
| 7  | Combat Zone               |                 | 31 marzo 1998      |                 |
| 8  | Think Positive            |                 | 7 aprile 1998      |                 |
| 9  | Forget Me Not             |                 | 14 aprile 1998     |                 |
| 10 | A Little Magic            |                 | 21 aprile 1998     |                 |
| 11 | Terminal Speed            |                 | 28 aprile 1998     |                 |
| 12 | Heart to Heart            |                 | 5 maggio 1998      |                 |
| 13 | The Hard Yards            |                 | 12 maggio 1998     |                 |
| 14 | Goodnight Sweetheart      |                 | 19 maggio 1998     |                 |
| 15 | Crimes of the Heart       |                 | 26 maggio 1998     |                 |
| 16 | Nothing But the Truth     |                 | 2 giugno 1998      |                 |
| 17 | Babes in the Woods        |                 | 9 giugno 1998      |                 |
| 18 | Sounds of Silence         |                 | 16 giugno 1998     |                 |
| 19 | A Hard Day's Night        |                 | 23 giugno 1998     |                 |
| 20 | Revelations               |                 | 30 giugno 1998     |                 |
| 21 | Smooth Operator           |                 | 7 luglio 1998      |                 |
| 22 | Truth or Dare             |                 | 14 luglio 1998     |                 |
| 23 | Possession                |                 | 21 luglio 1998     |                 |
| 24 | The Price You Pay         |                 | 28 luglio 1998     |                 |
| 25 | A Mother's Love           |                 | 4 agosto 1998      |                 |
| 26 | Touch and Go              |                 | 11 agosto 1998     |                 |
| 27 | Yesterday's News          |                 | 18 agosto 1998     |                 |
| 28 | Family Feud               |                 | 25 agosto 1998     |                 |
| 29 | Little White Lies         |                 | 1º settembre 1998  |                 |
| 30 | Best Laid Plans           |                 | 8 settembre 1998   |                 |
| 31 | Parting Friends           |                 | 15 settembre 1998  |                 |
| 32 | Cards on the Table        |                 | 22 settembre 1998  |                 |
| 33 | Boys Will Be Boys         |                 | 29 settembre 1998  |                 |
| 34 | Live Now, Pay Later       |                 | 29 settembre 1998  |                 |
| 35 | Out of Control            |                 | 13 ottobre 1998    |                 |
| 36 | Mirror Mirror on the Wall |                 | 13 ottobre 1998    |                 |
| 37 | The Price of Love         |                 | 20 ottobre 1998    |                 |
| 38 | Happy Death Day           |                 | 27 ottobre 1998    |                 |
| 39 | Moment of Truth           |                 | 3 novembre 1998    |                 |
| 40 | Hard Rain                 |                 | 10 novembre 1998   |                 |
| 41 | Christmas Spice           |                 | 17 novembre 1998   |                 |